# Steerecleus scariosus
Steerecleus scariosus là một loài Rêu trong họ Brachytheciaceae. Loài này được (Taylor) H. Rob. miêu tả khoa học đầu tiên năm 1987.